# Серікбаєв Асет Хамітович
Асет Хамітович Серікбаєв (каз. Әсет Хамитович Серікбаев; нар. 16 грудня 1982) — казахський борець вільного стилю, срібний призер чемпіонату Азії.

## Життєпис
Боротьбою почав займатися з 1990 року. У 1999 році став чемпіонату Азії серед юніорів. Наступного року на цих же змаганнях здобув бронзову медаль.
На дорослому рівні найвищим результатом Асета Серікбаєва стала срібна медаль чемпіонату Азії, яку він здобув у 2007 році.
Виступав за спортивний клуб профспілок, Алмати. Тренер — Ашар Абдрашев (з 1990).
Після завершення спортивних виступів працював державним тренером з вільної боротьби. У лютому 2017 року призначений головним тренером національної збірної Казахстану з вільної боротьби.
За результатами 2019 року був визнаний найкращим тренером року в Казахстані з літніх видів спорту.

## Спортивні результати на міжнародних змаганнях

### Виступи на Чемпіонатах світу
| Змагання                        | Збірна    | Вагова категорія          | Місце |
| ------------------------------- | --------- | ------------------------- | ----- |
| Чемпіонат світу з боротьби 2005 | Казахстан | вільна боротьба, до 55 кг | 16    |
| Чемпіонат світу з боротьби 2009 | Казахстан | вільна боротьба, до 55 кг | 15    |

### Виступи на Чемпіонатах Азії
| Змагання                       | Збірна    | Вагова категорія          | Місце  |
| ------------------------------ | --------- | ------------------------- | ------ |
| Чемпіонат Азії з боротьби 2004 | Казахстан | вільна боротьба, до 55 кг | 9      |
| Чемпіонат Азії з боротьби 2007 | Казахстан | вільна боротьба, до 55 кг | Срібло |
| Чемпіонат Азії з боротьби 2008 | Казахстан | вільна боротьба, до 55 кг | 8      |

### Виступи на Кубках світу
| Змагання                    | Збірна    | Вагова категорія          | Місце |
| --------------------------- | --------- | ------------------------- | ----- |
| Кубок світу з боротьби 2009 | Казахстан | вільна боротьба, до 55 кг | 11    |

### Виступи на інших змаганнях
| Змагання                                 | Збірна    | Вагова категорія          | Місце  |
| ---------------------------------------- | --------- | ------------------------- | ------ |
| Міжнародний меморіал Дейва Шульца 2007   | Казахстан | вільна боротьба, до 55 кг | Срібло |
| Турнір Дана Колова — Николи Петрова 2007 | Казахстан | вільна боротьба, до 55 кг | 5      |

### Виступи на змаганнях молодших вікових груп
| Змагання                                      | Збірна    | Вагова категорія          | Місце  |
| --------------------------------------------- | --------- | ------------------------- | ------ |
| Світові молодіжні ігри 1998                   | Казахстан | вільна боротьба, до 45 кг | 4      |
| Чемпіонат світу з боротьби серед кадетів 1999 | Казахстан | вільна боротьба, до 50 кг | 5      |
| Чемпіонат Азії з боротьби серед юніорів 1999  | Казахстан | вільна боротьба, до 50 кг | Золото |
| Чемпіонат світу з боротьби серед юніорів 2000 | Казахстан | вільна боротьба, до 54 кг | 7      |
| Чемпіонат Азії з боротьби серед юніорів 2000  | Казахстан | вільна боротьба, до 54 кг | Бронза |